# Musculus fixator stapedis
Musculus fixator stapedis – w anatomii człowieka niewielki, cienki mięsień gładki występujący w uchu środkowym. Jego początek znajduje się nieopodal okienka owalnego. Mięsień ten przyczepia się do strzemiączka, a ściślej do nasady odnogi tylnej tej kosteczki.
Mięsień ten bierze udział w stabilizacji strzemiączka. Nie porusza nim jednak – niewielkie ruchy strzemiączka zapewnia mięsień strzemiączkowy.